# 平方キロメートル

横に1 kmの正方形で表された1 km^{2}の領域のイラスト。 1 km^{2}の面積は100 haで構成され、各1 haブロックには10000 m^{2}が含まれている。

平方キロメートル（へいほうキロメートル、英: square kilometre 、アメリカ英語: square kilometer、記号 km2）は、面積の単位で、一辺の長さが1キロメートルである正方形の面積である。
国際単位系では、SI組立単位となっており、計量法では法定計量単位となっている。

## 名称など
計量法における計量単位の名称は「平方キロメートル」である。口頭では平方キロと略称することがあるが、取引・証明に用いる場合には、そのような略称を用いることは禁止されている。
単位記号は国際単位系でも計量法でも小文字・立体の km2 である。KM2や Km2とするのは、国際単位系が定める単位記号の記法に反している（キロ#小文字を使う理由）。

## 単位換算
- 1 km2 = 1000000 m2 = 100 ha = 10000 a
- 1 km2 ≈ 247.1 エーカー
- 1 km2 ≈ 100.83 町
- 1 km2 ≈ 1008.33 反